# Kiskundorozsma vasútállomás
Kiskundorozsma vasútállomás egy Csongrád-Csanád vármegyei vasútállomás, Szeged közigazgatási területén, a MÁV üzemeltetésében. A névadó városrész, Kiskundorozsma központjától bő 2 kilométerre keletre helyezkedik el, közúti elérését egy, az 5408-as útból kiágazó önkormányzati út biztosítja.

## Története
A vasútállomás története nehezen indult. A vasútépítők eredetileg nem ezen a nyomvonalon képzelték el a vasútvonal megépítését, hanem Dorozsmához jóval közelebb, a település mai belterületén. Amikor azonban javaslatukat a város lakossága elé tárták, annak éles elutasításával kellett szembesülniük. A város ellenállását a szekeres fuvarozásból élő tehetős helyi családok fűtötték. A tiltakozás láttán a vasút tervezői újragondolták a vasút nyomvonalát; Dorozsma kihagyásával, egyenesen Szeged felé vezették tovább a vasutat. A település közigazgatási területét nem is érintő vasútvonal Dorozsma vasútállomása nélkül, 1854-ben nyílt meg. A következő évtizedben Dorozsma polgárai egyre vasútpártibbá váltak, 1887-ben kezdeményezték a saját vasútállomás létesítését a vasút igazgatóságánál. A vasútállomás kialakításához szükséges földterületet Szeged város külterületén, a Dorozsma és Szeged közötti országút mellett vásárolták meg. Az állomáson raktárépület és rakodóvágány létesült.
A Szeged és Kiskundorozsma közötti terület s következő évtizedekben egyre gyorsuló fejlődésnek indult. Az országút mellett egymás után épültek a különböző vasúti csatlakozást igénylő telepek. A disznóhizlaló és a gyárak vasúti kiszolgálására épült a Kiskundorozsma állomás szeged felőli végén létesült vontatóvágány, az ún. Szállásvágány. A Szállásvágányon személyszállítás soha nem zajlott, az ott zajló rakodás azonban évtizedeken keresztül kiemelkedő teherforgalmi állomássá tette Kiskundorozsmát.
A magyar vasút történetének egyik, vasútállomás történetének pedig legsúlyosabb balesete történt 1907. április 7-én, amikor a Temesvárról Budapestre tartó gyorsvonat a végponti kitérőkön kisiklott és egy várakozó tehervagonba csapódott.
A második világháború utáni korszak az állomás történetének legforgalmasabb időszaka volt. A Szállásvágány mellett egyre újabb ipari létesítményeket (gabonatároló, ládagyár) húztak fel, ami önmagában is megnövelte az állomás teljesítményét. 1969-ben magán az állomáson 6000 teherkocsit rakodtak ki, további 13800 tehervagonnyi forgalom a Szállásvágányon keresztül bonyolódott. Az 1970-es években az állomás keleti oldalán épült fel a DÉLÉP óriási méretű házgyára, amelyhez újabb iparvágány-kiágazást építettek, ezúttal az állomás kezdőponti végéből kiágazva. A DÉLÉP-iparvágány kiszolgálásához új kihúzóvágányokat is építettek a Szatymaz felé eső oldalon. A DÉLÉP-gyárhoz az 1980-as évek végéig több millió tonnányi építőanyag érkezett az állomáson keresztül.
A rendszerváltás idején az állomás forgalma jelentősen csökkent és át is alakult. A DÉLÉP az 1980-as évek végén tönkrement, a házgyárhoz vezető iparvágány teherforgalma csaknem teljesen elenyészett. Szintén erősen visszaesett a Szállásvágány forgalma, miután az ott működő vállalatok átalakultak, illetve megszűntek. 1992-ben született döntés arról, hogy Szegedről Kiskundorozsmára költöztetik a balkáni tranziforgalmat fogadó RO-LA terminált. Az elbontott rakodóvágányok helyén 1993 nyarára megépült a kamionterminál és annak villamosított iparvágánya. A létesítményt 1993. augusztus 3-án nyitotta meg Schamschula György. A terminálról a következő két évtizedben naponta többször indultak és érkeztek kamionszállító vonatok.

## Vasútvonalak
Az állomást az alábbi vasútvonalak érintik:
- Cegléd–Szeged-vasútvonal

## Kapcsolódó állomások
A vasútállomáshoz az alábbi állomások vannak a legközelebb:
- Jánosszállás megállóhely (Cegléd–Szeged-vasútvonal)
- Szeged-Rendező vasútállomás (Cegléd–Szeged-vasútvonal)

## Forgalom
| Járat        | Útvonal | Gyakoriság   |
| ------------ | --- | ------------ |
| személyvonat | Kiskunfélegyháza – Selymes – Petőfiszállás – Petőfiszállási tanyák – Csengele – Kisteleki szőlők – Kistelek – Kapitányság – Balástya – Őszeszék – Vilmaszállás – Szatymaz – Jánosszállás – Kiskundorozsma – Szeged | Napi 4-5 pár |